# Thế vận hội Giới trẻ
Thế vận hội Trẻ (Olympic Trẻ hay Thế vận hội Thanh niên, tiếng Anh: Youth Olympic Games, viết tắt tên là YOG) là một sự kiện thể thao quốc tế có quy mô tổng hợp do Ủy ban Olympic Quốc tế tổ chức. Thế vận hội Trẻ được tổ chức bốn năm một lần, với các kỳ Thế vận hội Trẻ Mùa hè và Mùa đông tổ chức so le nhau tương tự như cách thức của Thế vận hội hiện nay. Thế vận hội Trẻ Mùa hè lần đầu tiên được tổ chức tại Singapore vào tháng 8 năm 2010, còn Thế vận hội Trẻ Mùa đông lần đầu tiên được tổ chức tại Innsbruck trong tháng 1 năm 2012. Giớí hạn độ tuổi của các vận động viên là từ 14 đến 18. Ngày 6 tháng 7 năm 2007, trong phiên họp lần thứ 119 của mình tại thành phố Guatemala, các thành viên của Ủy ban Olympic Quốc tế phê chuẩn việc hình thành một kỳ Thế vận hội.
Thế vận hội Trẻ Mùa hè sẽ kéo dài trong 13 ngày, còn Mùa đông sẽ kéo dài trong 10 ngày. Ủy ban Olympic Quốc tế cho phép tối đa 3.530 vận động viên và 481 quan chức được ủy ban công nhận tham gia Thế vận hội Trẻ Mùa hè, và cho phép 970 vận động viên và 580 quan chức tham gia Thế vận hội Trẻ Mùa đông. Trong khuôn khổ Thế vận hội Trẻ, có các chương trình giao lưu văn hóa và cơ hội để những người tham dự gặp các vận động viên Thế vận hội.

## Lịch sử
Khái niệm về Thế vận hội Trẻ đến từ nhà quản lý công nghiệp người Áo Johann Rosenzopf vào năm 1998. Điều này là nhằm đáp ứng mối quan tâm toàn cầu ngày càng lớn về chứng béo phì ở trẻ em cùng hiện tượng thanh niên suy giảm tham gia các hoạt động thế thao, đặc biệt là trong thanh niên tại các quốc gia phát triển. Bên cạnh đó, nhằm cải thiện thành tích học thuật của học sinh, các trường học đang giảm bớt thể thao và giáo dục thân thể khỏi chương trình giảng dạy của họ. Ngoài ra, một phiên bản Trẻ của Thế vận hội sẽ giúp bồi dưỡng nhân tài tham dự Thế vận hội. Tuy nhiên, Ủy ban Olympic Quốc tế cho rằng tổ chức một sự kiện hoàn toàn mang tính thể thao là tiêu cực. Các đại biểu của Ủy ban Olympic Quốc tế muốn sự kiện có tính giáo dục và trao đổi văn hóa cao giống như đối với thể thao, đây là lý do Chương trình Văn hóa và Giáo dục (CEP) được phát triển thành một bộ phận của mỗi dịp Thế vận hội Trẻ. Chủ tịch Ủy ban Olympic quốc tế Jacques Rogge chính thức công bố các kế hoạch về Thế vận hội Trẻ vào phiên họp thứ 119 của ủy ban tại thành phố Guatemala vào ngày 6 tháng 7 năm 2007. Thế vận hội Trẻ có một số mục tiêu, trong đó có tập hợp các vận động viên trẻ tốt nhất thế giới, cách tân trong giáo dục và biện luận những giá trị Olympic.

## Yêu cầu với thành phố chủ nhà
Thế vận hội Trẻ có quy mô nhỏ hơn Thế vận hội, điều này là có chủ tâm và cho phép các thành phố nhỏ có thể tổ chức một sự kiện thể thao Olympic. Các thành phố có tiềm năng tổ chức được yêu cầu phải tổ chức toàn bộ các sự kiện tại một thành phố và không có địa điểm thể thao mới nào cần phải xây dựng, ngoại trừ xây thêm một trung tâm truyền thông, hạ tầng cho các lớp học và hội thảo, và một làng cho các huấn luyện viên và vận động viên. Làng này là trung tâm của Thế vận hội Trẻ đối với các vận động viên, và là trung tâm của các hoạt động. Không yêu cầu hệ thống giao thông mới hoặc độc nhất do toàn bộ vận động viên và huấn luyện viên sẽ được di chuyển bằng xe chuyên dụng. Theo những thủ tục đăng cai, sân vận động đa chức năng tổ chức lễ khai mạc và bế mạc phải có sức chứa [ít nhất] 10.000 người, và thành phố phải có hạ tầng thể thao dưới nước [ít nhất] 2.500 chỗ (đối với Thế vận hội Trẻ Mùa hè).

## Tài chính
Chi phí ước tính ban đầu để tổ chức Thế vận hội Trẻ Mùa hè là 30 triệu USD và 15–20 triệu USD đối với Thế vận hội Trẻ Mùa đông, chi phí này không bao gồm cải thiện cơ sở hạ tầng để kiến thiết nơi tổ chức. Ủy ban Olympic Quốc tế quy định rằng chi phí cho cơ sở hạ tầng và địa điểm tổ chức do thành phố đăng cai chi trả. Ủy ban Olympic Quốc tế chi trả phí di chuyển đến thành phố đăng cai cùng chi phí ăn ở cho các vận động viên và trọng tài, tài trợ lấy từ quỹ của ủy ban. Ngân sách của hai thành phố ứng cử đăng cai Thế vận hội Trẻ đầu tiên đệ trình là 90 triệu USD, cao hơn nhiều chi phí ước tính. Chi phí cho kỳ đại hội đầu tiên tại Singapore tăng lên đến khoảng 387 triệu SGD (284 triệu USD). Những nhà tài trợ chậm chạp trong việc cam kết cho Thế vận hội Trẻ, do đây là một sáng kiến mới và các công ty không chắc chắn về mức độ tuyên truyền mà họ đạt được. Ngân sách để tổ chức Thế vận hội Trẻ tại Innsbruck được ước tính là 22,5 triệu USD, chưa kể những cải thiện cơ sở hạ tầng và kiến thiết địa điểm tổ chức.

## Tham gia
Trên 200 quốc gia và 3.600 vận động viên tham gia Thế vận hội Trẻ năm 2010. Các vận động viên tham gia được chia thành các nhóm tuổi: 14–15 tuổi, 16–17 tuổi, và 17–18 tuổi. Tuổi của các vận động viên được xác định tại thời điểm ngày 31 tháng 12 của năm họ tham gia Thế vận hội Trẻ. Ủy ban Olympic Quốc tế kết hợp cùng Liên đoàn Thể thao Quốc tế (ISF) nhằm xác định điều kiện tham gia Thế vận hội Trẻ đối với các môn thể thao khác nhau. Nhằm đảm bảo rằng mọi quốc gia đều được đại diện tại Thế vận hội Trẻ, Ủy ban Olympic Quốc tế đề ra khái niệm địa phương phổ quát. Một lượng nhất định tư cách tham gia trong mỗi sự kiện được để dành cho các vận viên đến từ những quốc gia chưa đủ đại diện bất kể thành tích tuyển lựa. Điều này nhằm đảm bảo rằng mọi quốc gia sẽ có thể cử ít nhất bốn vận động viên đến mỗi kỳ Thế vận hội Trẻ. Đối với thi đấu đội tuyển, một đội tuyển từ một châu lục sẽ được phép tham gia cùng với một đội thứ sáu đại diện cho quốc gia tổ chức hoặc theo đề nghị được phê chuẩn. Mỗi quốc gia có thể có hai đội tuyển (một nam và một nữ). Cuối cùng, không quốc gia nào có thể đưa trên 70 vận động viên đến tham gia một kỳ Thế vận hội Trẻ.

## Thể thao
Những môn thể thao được thi đấu trong Thế vận hội Trẻ tương tự như những môn trong kế hoạch của Thế vận hội truyền thống, song có một số thích nghi, và một số lượng giới hạn về các nội dung và thi đấu. Thí dụ, môn thể thao dưới nước được Ủy ban Olympic Quốc tế quyết định bao gồm thi đấu nhảy cầu và bơi song loại trừ bơi đồng đội nghệ thuật và bóng nước. Một số môn thể thao được sửa đổi trong Thế vận hội Trẻ, như thi đấu bóng rổ sử dụng thể thức FIBA 33. Môn xe đạp gồm có xe đạp leo núi, BMX, và đường bộ, còn xe đạp lòng chảo bị loại khỏi chương trình.
Thế vận hội Trẻ Mùa đông có bảy môn thể thao. Khúc côn cầu không chỉ là một cuộc đấu của các đội nam và nữ mà còn là một thách thức những kỹ năng cá nhân. Trong môn luge, trượt băng nghệ thuật và trượt băng tốc độ cự li ngắn sẽ trộn lẫn thi đấu để cho phép các vận động viên từ những quốc gia khác nhau tham gia cùng nhau trong các đội tuyển. Trượt tuyết đổ đèo và băng đồng có những cuộc thi cho phép nam và nữ tham gia trong các đội giới tính hỗn hợp.

## Văn hóa và giáo dục

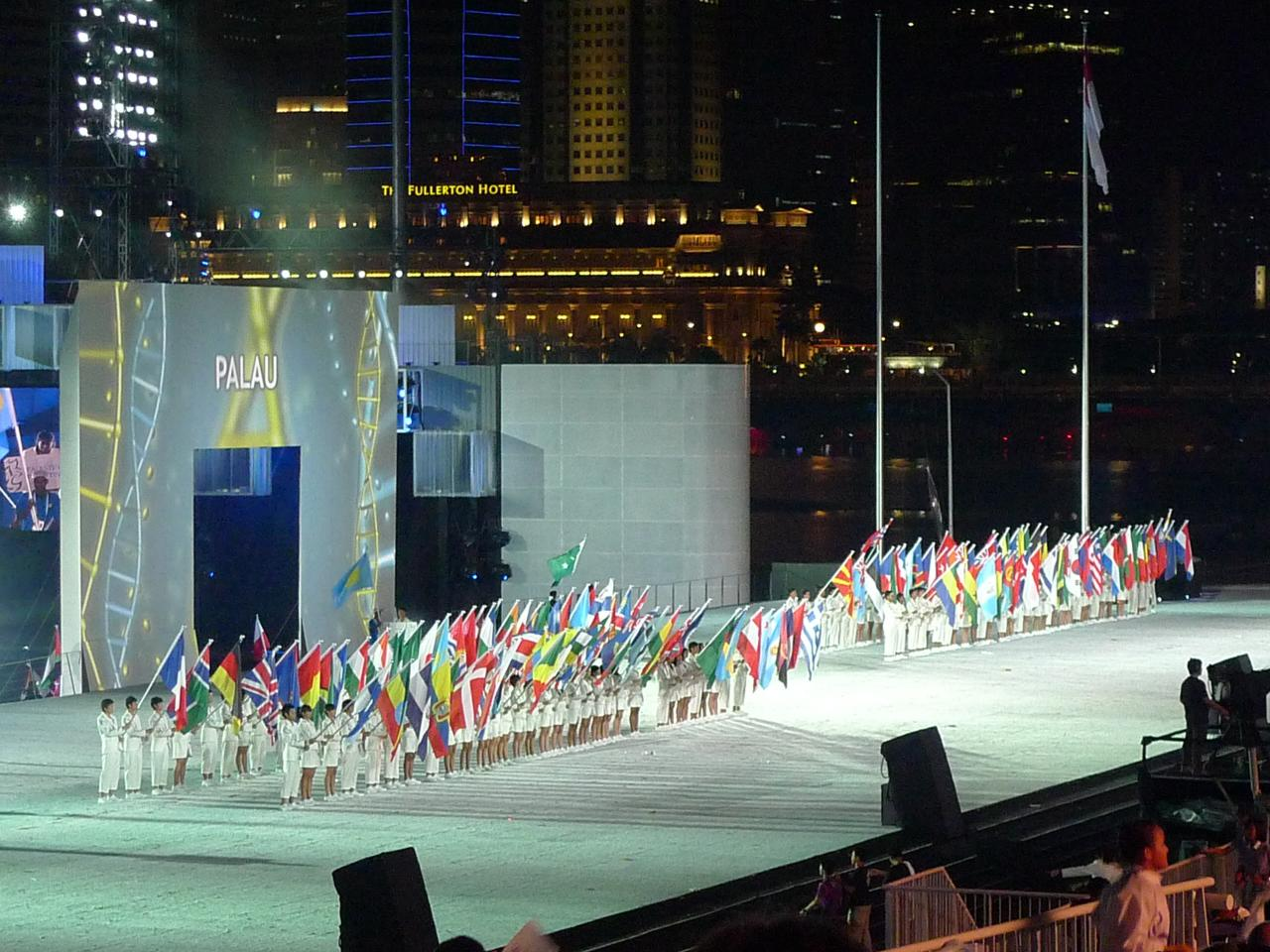
Quốc kỳ các quốc gia tham dự Thế vận hội Thanh niên Mùa hè 2010

Giáo dục và văn hóa cũng là những thành phần trọng yếu trong Thế vận hội Trẻ. Không chỉ quan tâm về phương diện giáo dục/văn hóa với các vận động viên và những người tham dự, Thế vận hội Trẻ còn quan tâm đến thanh niên toàn thế giới và các dân cư của thành phố tổ chức cùng khu vực xung quanh. Nhằm đạt được mục đích này một Chương trình Văn hóa và Giáo dục (CEP) sẽ được tổ chức tại mỗi kỳ đại hội. CEP đầu tiên vào kỳ đại hội năm 2010 tại Singapore có những sự kiện thúc đẩy hợp tác trong những vận động viên từ những quốc gia khác nhau. Chương trình có những lớp học và các chủ đề khác nhau, từ sức khỏe và rèn luyện thân thể đến môi trường và lập kế hoạch sự nghiệp. Các học sinh địa phương tại Singapore dựng các phòng tại làng văn hóa thế giới để đại diện cho mỗi một trong số 205 Ủy ban Olympic Quốc tế tham dự. Những buổi trò chuyện cùng các nhà vô địch là phần mang tính đại chúng nhất của chương trình. Những người tham dự được mời đến nghe những buổi hội đàm truyền cảm hứng từ những vận động viên Olympic trong quá khứ và hiện tại.
Bộ phận khác của CEP là Chương trình đại sứ thanh niên, chương trình ký giả thanh niên, và vận động viên đóng vai người mẫu. Trong chương trình đại sứ thanh niên, một nhóm thanh niên từ 18 đến 25 tuổi được chỉ định nhằm giúp thúc đẩy Thế vận hội Trẻ tại những khu vực và cộng đồng của họ, và khuyến khích các vận động viên tham gia vào những chương trình CEP. Chương trình ký giả thanh niên cung cấp các sinh viên báo chí hoặc những người mới bắt đầu sự nghiệp báo chí một chương trình đào tạo báo chí đa nền tảng và kinh nghiệm làm việc trong Thế vận hội Trẻ. Những ký giả trẻ trong độ tuổi từ 18 đến 24 được lựa chọn và sẽ đại diện cho mỗi một trong năm lục địa.
Những nhà tổ chức Thế vận hội Trẻ cũng sử dụng truyền thông xã hội như Facebook, Flikr, và Twitter làm những nơi diễn thuyết trọng yếu để thu hút các vận động viên trẻ trước, trong, và sau mỗi lễ khai mạc đại hội. Yêu cầu đa ngôn ngữ, đa văn hóa, và nhiều độ tuổi là những mục tiêu của chương trình, trong đó nhấn mạnh đến chủ đề "Học tập tri thức, học để làm người, học để xử sự, và học để cùng chung sống".

## Danh sách Thế vận hội Trẻ
Đầu tháng 11 năm 2007, Ủy ban Olympic Quốc tế lựa chọn Athena, Băng Cốc, Singapore, Moskva, và Torino làm năm thành phố đăng cai Thế vận hội Trẻ đầu tiên. Đến ngày 21 tháng 2 năm 2008, Singapore được tuyên bố là nơi tổ chức Thế vận hội Trẻ lần đầu tiên vào năm 2010.
Ngày 2 tháng 9 năm 2008, Ủy ban Olympic Quốc tế tuyên bố rằng chọn ra bốn ứng cử viên tổ chức Thế vận hội Trẻ Mùa đông đầu tiên vào năm 2012, đó là Cáp Nhĩ Tân, Innsbruck, Kuopio, và Lillehammer.. Ngày 12 tháng 12 năm 2008, Innsbruck được tuyên bố giành quyền đăng cai Thế vận hội này. Nam Kinh được Ủy ban Olympic Quốc tế lựa chọn làm thành phố đăng cai Thế vận hội Trẻ Mùa hè năm 2014, việc lựa chọn diễn ra vào ngày 10 tháng 2 năm 2010. Lillehammer đã tổ chức Thế vận hội Trẻ Mùa đông năm 2016. Hiện tại, các thành phố Hobart (Úc), New York (Hoa Kỳ) và Monterrey (México) tham gia cuộc đua giành quyền đăng cai Thế vận hội Trẻ Mùa hè 2022.

### Thế vận hội Trẻ Mùa hè
| Lần thứ | Năm  | Thành phố chủ nhà | Quốc gia chủ nhà | Khai mạc bởi              | Ngày bắt đầu | Ngày kết thúc | Quốc gia          | Thí sinh          | Môn thể thao | Nội dung | Bảng huy chương cao nhất | TK.    |
| ------- | ---- | ----------------- | ---------------- | ------------------------- | ------------ | ------------- | ----------------- | ----------------- | ------------ | -------- | ------------------------ | ------ |
| I       | 2010 | Singapore         | Singapore        | Tổng thống S. R. Nathan   | 14 tháng 8   | 26 tháng 8    | 204               | 3.524             | 26           | 201      | Trung Quốc (CHN)         | [ 32 ] |
| II      | 2014 | Nam Kinh          | Trung Quốc       | Chủ tịch Tập Cận Bình     | 16 tháng 8   | 28 tháng 8    | 203               | 3.579             | 28           | 222      | Trung Quốc (CHN)         | [ 33 ] |
| III     | 2018 | Buenos Aires      | Argentina        | Tổng thống Mauricio Macri | 6 tháng 10   | 18 tháng 10   | 206               | 3.997             | 32           | 241      | Nga (RUS)                | [ 34 ] |
| IV      | 2026 | Dakar             | Sénégal          |                           | TBD          | TBD           | Sự kiện tương lai | Sự kiện tương lai |              |          | Sự kiện tương lai        |        |
| V       | 2030 | TBD               | TBD              |                           | TBD          | TBD           | Sự kiện tương lai | Sự kiện tương lai |              |          | Sự kiện tương lai        |        |

### Thế vận hội Trẻ Mùa đông
| Lần thứ | Năm  | Thành phố chủ nhà | Quốc gia chủ nhà | Khai mạc bởi                   | Ngày bắt đầu | Ngày kết thúc | Quốc gia          | Thí sinh          | Môn thể thao | Nội dung | Bảng huy chương cao nhất | TK.    |
| ------- | ---- | ----------------- | ---------------- | ------------------------------ | ------------ | ------------- | ----------------- | ----------------- | ------------ | -------- | ------------------------ | ------ |
| I       | 2012 | Innsbruck         | Áo               | Tổng thống Heinz Fischer       | 13 tháng 1   | 22 tháng 1    | 69                | 1.059             | 7            | 63       | Đức (GER)                | [ 35 ] |
| II      | 2016 | Lillehammer       | Na Uy            | Quốc vương Harald V            | 12 tháng 2   | 21 tháng 2    | 71                | 1.100             | 7            | 70       | Hoa Kỳ (USA)             | [ 36 ] |
| III     | 2020 | Lausanne          | Thụy Sĩ          | Tổng thống Simonetta Sommaruga | 9 tháng 1    | 22 tháng 1    | 79                | 1.872             | 8            | 81       | Nga (RUS)                | [ 37 ] |
| IV      | 2024 | Gangwon           | Hàn Quốc         |                                | TBD          | TBD           | Sự kiện tương lai | Sự kiện tương lai |              |          | Sự kiện tương lai        |        |

## Số lượng huy chương
| Hạng                 | Đoàn                 | Vàng | Bạc | Đồng | Tổng số |
| -------------------- | -------------------- | ---- | --- | ---- | ------- |
| 1                    | Trung Quốc           | 99   | 50  | 38   | 187     |
| 2                    | Nga                  | 96   | 74  | 58   | 228     |
| –                    | Các NOC kết hợp      | 48   | 46  | 52   | 146     |
| 3                    | Nhật Bản             | 43   | 42  | 30   | 115     |
| 4                    | Hàn Quốc             | 37   | 23  | 21   | 81      |
| 5                    | Hoa Kỳ               | 34   | 31  | 31   | 96      |
| 6                    | Đức                  | 29   | 42  | 42   | 113     |
| 7                    | Ý                    | 28   | 34  | 34   | 96      |
| 8                    | Pháp                 | 25   | 28  | 36   | 89      |
| 9                    | Hungary              | 24   | 20  | 22   | 66      |
| 10                   | Ukraina              | 22   | 25  | 30   | 77      |
| 11–127               | Còn lại              | 397  | 457 | 544  | 1398    |
| Tổng số (127 đơn vị) | Tổng số (127 đơn vị) | 882  | 872 | 938  | 2692    |